# 正捕手の篠原さん
『正捕手の篠原さん』（せいほしゅのしのはらさん）は、千羽カモメによる日本のライトノベル。イラストは八重樫南が担当。第7回MF文庫Jライトノベル新人賞審査員特別賞受賞作。MF文庫J（メディアファクトリー）より2011年10月から2012年5月まで刊行された。
高校の野球部を舞台に、甲子園を目指しつつも日々のドタバタを描いているコメディタッチの強い作品。他にはない本作の特徴として、1話2ページの短編が100話前後収録されている短編集であることが挙げられる。

## 登場人物
篠原守（しのはら まもる）
本作の主人公。野球ではキャッチャーを務めており、真琴とのコンビを組んでいる。常識人だが恋愛には疎く、月夜や真琴のアプローチに気づいていない。
深見月夜（ふかみ つくよ）
本作のヒロインの一人。守の幼馴染で野球部のマネージャー。一見すると部に貢献する良きマネージャーだが、守に対しては素直になれずしばしば悪戯を仕掛ける。
綾坂真琴（あやさか まこと）
本作のヒロインの一人。部内ではエースピッチャーとして活躍しているが、その正体は女の子。守に対して相棒以上の気持ちを抱き始めている。
保科涼子（ほしな りょうこ）
野球部の顧問を務める教師。数学担当で頭は良いが野球の知識にはめっぽう疎い。ドジっ子な面があり、しばしばトラブルを起こしてしまう。
篠原杏（しのはら あんず）
守の妹。海外留学帰りの転校生として登場。守に対してライバル心を抱いており、守からキャッチャーの座を奪うと明言している。

## 評価
第7回MF文庫Jライトノベル新人賞にて審査員特別賞を受賞した。同賞で審査員を務めた三浦勇雄は本作を以下のように評している。

## 既刊一覧
- 千羽カモメ（著）・八重樫南（イラスト） 『正捕手の篠原さん』 メディアファクトリー〈MF文庫J〉、全3巻 
  1. 2011年10月25日発売[6]、ISBN 978-4-8401-4263-2
  2. 2012年1月25日発売[7]、ISBN 978-4-8401-4372-1
  3. 2012年5月25日発売[8]、ISBN 978-4-8401-4574-9